# Philippe Frémeaux
Pour les articles homonymes, voir Frémaux.
Philippe Frémeaux, né le 1er octobre 1949 à Villemomble (aujourd'hui en Seine-Saint-Denis) et mort le 3 août 2020 à Avranches, était un journaliste économique français. Il fut rédacteur en chef et éditorialiste au magazine économique Alternatives économiques et président de la société coopérative éditrice du titre.

## Biographie
Après avoir obtenu son bac en 1966, il entreprend des études de sciences économiques, de droit public et de science politique, Philippe Frémeaux mène parallèlement une carrière d’enseignant, de consultant et de journaliste.
Enseignant, il a été professeur de sciences économiques et sociales de 1975 à 1983 au lycée Berlioz de Vincennes, maître de conférences en économie et sociologie des relations internationales à l'Institut d'études politiques de Paris dans les années 1990 puis chargé de cours au CELSA dans les années 2000.
Consultant, il a travaillé pour le compte du BIPE (Bureau d’informations et de prévisions économiques) de 1983 à 1999 où il a conduit et dirigé de nombreuses missions d’études et de conseil pour le compte du ministère de l’Industrie, de la Commission européenne et pour de nombreuses entreprises sur de multiples thématiques (nouvelles technologies, prospective de l'emploi, etc.).
Journaliste, Philippe Frémeaux a participé à la rédaction du Canard du 13e, dans les années 1970 puis a travaillé comme pigiste du journal Le Monde de 1979 à 1983. Il rejoint alors la rédaction d’Alternatives économiques, mensuel économique, auquel il collabore d'abord de manière bénévole. Il en devint le rédacteur en chef en 1988. Il succède ensuite à son fondateur Denis Clerc à la tête de la société coopérative qui édite le mensuel de 1999 à 2012. Philippe Frémeaux demeure éditorialiste et administrateur de la Scop Alternatives Économiques. Il est également délégué général de l'Institut pour le développement de l'information économique et sociale (Idies) et président de l'Institut Veblen pour les réformes économiques  et membre du conseil de surveillance de la Fondation de l'écologie politique.
Philippe Frémeaux a également collaboré à France Info et France Culture et participe à diverses émissions de débat (notamment C dans l'air sur France 5)
Il est mort le 3 août 2020 à Avranches (Manche).

## Publications (sélection)
- Comprendre l'économie soviétique, en collaboration avec Christine Durand, Syros, 1985.
- Sortir du piège - la gauche face à la mondialisation [7], Syros, 1999.
- Petit dictionnaire des mots de la crise[8], illustrations par Gérard Mathieu, Éditions Les Petits Matins, 2009.  (ISBN 978-2-9158795-5-1)
- La nouvelle alternative ? Enquête sur l'économie sociale et solidaire[9], Éditions Les Petits Matins, 2011, 2013  (ISBN 978-2-36383-086-9)
- Et si on aimait enfin l'école !, en collaboration avec Nicole Geneix, Éditions Les Petits Matins, 2012.  (ISBN 978-2-36383-005-0)
- Vingt idées reçues sur les métiers, l'emploi et le travail [10], Éditions Les Petits Matins, 2012.  (ISBN 978-2-36383-051-7)
- Transition écologique, mode d'emploi [11], en collaboration avec Wojtek Kalinowski et Aurore Lalucq, Éditions Les Petits Matins, 2014
- Produire plus, polluer moins : l'impossible découplage ? [12],[13], en collaboration avec Thierry Caminel, Gaël Giraud, Aurore Lalucq, et Philippe Roman, Éditions Les Petits matins, 2014. Préface de Dominique Méda et Géraldine Thiry.
- Réinventer le progrès, Entretiens avec Laurent Berger et Pascal Canfin, Éditions Les Petits Matins, 2016
- Après Macron [14], Éditions Les Petits Matins, 2018